# フェンダー・テレキャスター・デラックス
フェンダー・テレキャスター・デラックス（英: Fender Telecaster Deluxe）は、フェンダーによって発売されたソリッドボディのエレクトリックギター。
1972年から1981年まで生産され、2004年に、フェンダーから"'72 Telecaster Deluxe"として再発売された。

## 特徴
ソリッドボディでボルト・オンのネック構造を持ち、ピックアップにはフェンダーオリジナルのワイドレンジ・ハムバッカー、"Cunife"を2つ搭載する。このピックアップによりシングルコイルのピックアップに近い明るくクリアーなサウンドを得ることができる。
「ラージヘッドストック」と呼ばれるヘッドストックとネックを備える。このヘッドストックとネックは、1960年代〜1970年代に製造されたフェンダー・ストラトキャスターのものを転用している。

## 歴史
1960年代のハードロックの人気により、フェンダー社はシングルコイル・ピックアップを中心としたギター展開の戦略に再考を加えた。フェンダーはギブソンからエンジニアのセス・ラヴァーを迎え、フェンダー製ギター用のハムバッカー・ピックアップについてデザインを行った。この結果は、ワイドレンジ・ハムバッカーとして知られるピックアップになり、本モデルをはじめとするフェンダー製のギターに使われた。
2004年、フェンダーは70年代のモデルの人気の高まりにより本モデルを再発売した。